# هيروتسوج كاكو
هيروتسوج كاكو (باليابانية: 栫 大嗣) (10 يوليو 1987 في كاغوشيما في اليابان – )؛ هو لاعب كرة قدم كان يلعب كمهاجم.